# 주연 (영화)
《주연》은 2022년에 개봉한 대한민국의 영화이다.

## 캐스팅
- 민도희 : 주연 역
- 김대건 : 주혁 역
- 오민애 : 엄마 역
- 이종윤 : 아빠 역
- 손용범 : 진수 역
- 박재민 : 도진 역
- 길해연 : 박 원장 역
- 장준현 : 작업반장 역
- 박서은 : 박빛나리 역
- 이동기 : 공장직원 역
- 정애화 : 공예품사장님 역
- 장준휘 : 피시방사장님 역
- 김휘규 : 학교조교 역
- 이재 : 학교학생 1 역
- 윤설 : 학교학생 2 역
- 함지웅 : 공장직원 역
- 이형우 : 공장직원 역
- 유영빈 : 공장직원 역
- 전윤수 : 공장직원 역
- 김권중 : 공장직원 역
- 조병욱 : 공장직원 역
- 최진호 : 공장직원 역
- 정찬희 : 공장직원 역
- 임성진 : 연주회장관객 역
- 윤현준 : 연주회장관객 역
- 정지윤 : 연주회장관객 역
- 강소선 : 연주회장관객 역
- 문서형 : 연주회장관객 역
- 정해원 : 연주회장관객 역
- 박진영 : 연주회장관객 역
- 이민정 : 연주회장관객 역
- 임서현 : 연주회장관객 역
- 가비 : 효자분식손님 역
- 하태승 : 효자분식손님 역
- 노치형 : 효자분식손님 역
- 김시윤 : 효자분식손님 역
- 허재윤 : 라디오 DJ 역